# 2025年芝加哥槍擊案
美中夏令時間2025年7月2日，美國伊利諾州芝加哥近北區河北岸發生一宗大規模駕車槍擊案。事件中造成4人死亡，另有14人在一間夜店外受傷。當時場地正舉行本地鑽頭音樂饒舌歌手本名梅蘭妮·道爾（英語：Melanie Doyle）的梅洛‧巴克茲（英語：Mello Buckzz）專輯發佈派對，而她疑似是槍擊的目標。

## 槍擊案
槍擊案於美中夏令時間晚上約11時發生，地點位於芝加哥近北區一間名為Artis Restaurant and Lounge的夜店外。事發時，該場地正為梅洛‧巴克茲舉辦專輯發佈派對。槍擊開始時，一輛黑色汽車駛至夜店外，至少有一名槍手向正準備離開的人群開槍。據報導指，槍擊時間相當短暫。事件最終導致4人死亡、14人受傷。《紐約時報》指出，現場可能有多名槍手參與。
槍擊過後，芝加哥警方在Artis內外檢獲手槍及步槍的子彈和多枚彈殼。調查人員懷疑梅洛‧巴克茲是主要目標，不過事發時她已經離開現場。有多名目擊者在槍擊前後拍下片段並上載到社交平台。
值得留意的是，該地址在2022年曾發生另一宗大規模槍擊案。到翌日早上，警方已經清理完案發現場。

## 受害者
受害者被分別送往庫克縣小約翰·H·斯特羅格醫院、西北紀念醫院、西奈山醫療中心，以及伊利諾州共濟會醫療中心救治。4名死者中，有3人胸部中槍，送往西北紀念醫院後證實不治。另一名死者為25歲男子，頭部中槍，在斯特羅格醫院被宣告死亡。其中一名死者、26歲的泰勒·沃克（Taylor Walker），在案發後數小時被WGN電視台確認身份。當中有兩名死者是梅洛‧巴克茲的朋友。翌日，再確認另外2名死者身份，分別是25歲的萊昂·安德魯·亨利（Leon Andrew Henry）及23歲的德文特·特雷爾·威廉森（Devonte Terrell Williamson）。另一名死者則為27歲的艾維溫·金（Aviance King）。
另外有14人受傷，當中4人情況危殆。據報導指，死傷者共包括5名男性和13名女性，年齡介乎21至32歲。傳媒指出，梅洛‧巴克茲的男友亦是槍擊中槍者之一，後來證實為死者德文特·特雷爾·威廉森。

## 後續
事發翌日，《華盛頓郵報》及《紐約時報》均報導指，警方仍未作出任何拘捕。
對此事件，巴克茲在Instagram發文表示：「為我所有姊妹祈禱，神啊，請擁抱她們每一位」，同時確認其中兩名死者是她的朋友。
7月3日，芝加哥市長布蘭登·約翰遜與芝加哥警察局長拉里·斯內林共同舉行記者會。約翰遜強烈譴責事件，並呼籲市民提供線索協助調查，同時確認疑犯仍然在逃。斯內林亦補充，現場發現兩種不同口徑的彈殼。